# Монтальбан-де-Кордова
Монтальбан-де-Кордова (ісп. Montalbán de Córdoba) — муніципалітет в Іспанії, у складі автономної спільноти Андалусія, у провінції Кордова. Населення — 4542 особи (2010).
Муніципалітет розташований на відстані близько 330 км на південь від Мадрида, 33 км на південь від Кордови.

## Демографія
Динаміка населення (INE ):

## Галерея зображень

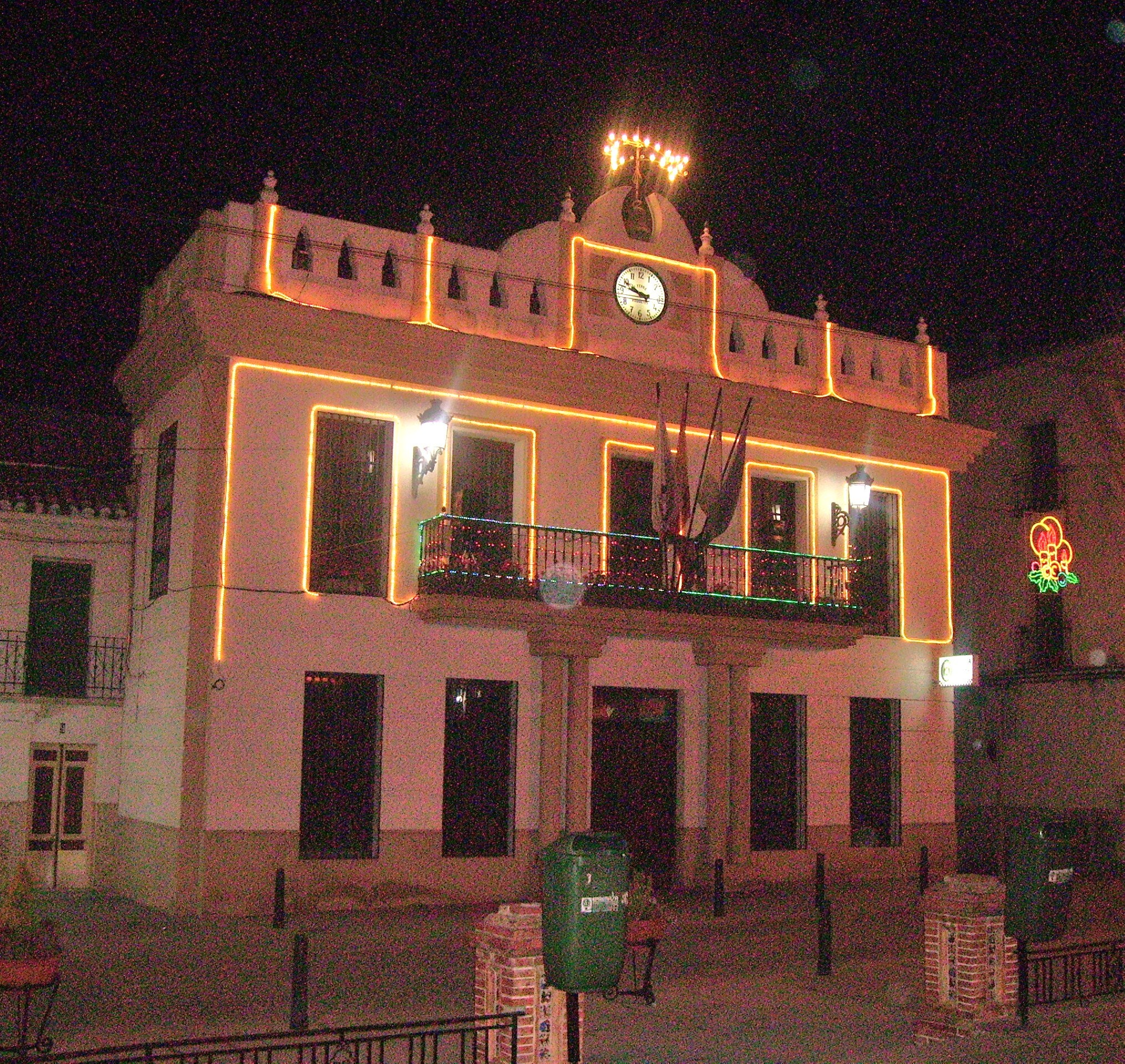
Ратуша
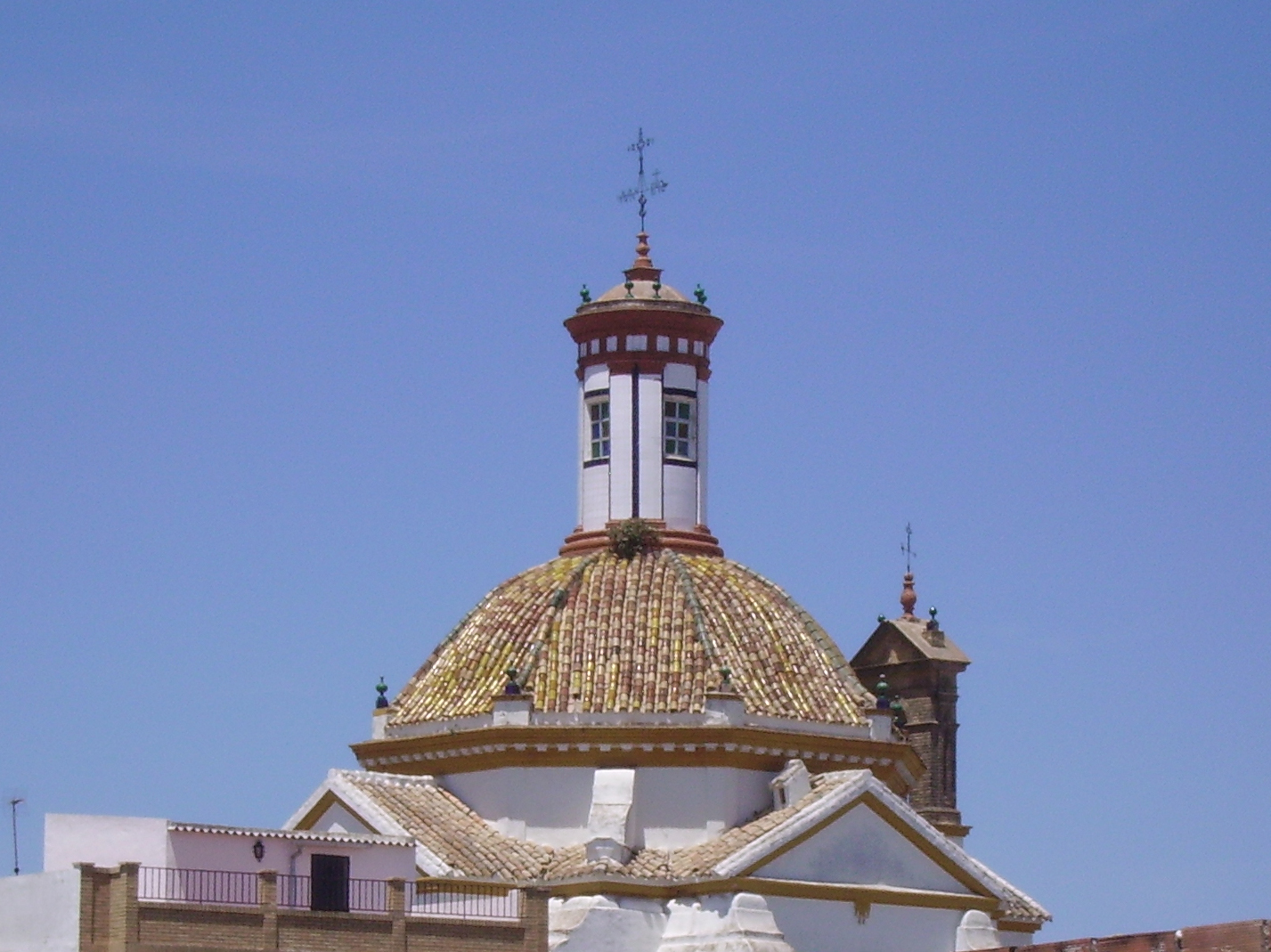
Купол каплиці Ель-Кальваріо